# Detek
Detek község Borsod-Abaúj-Zemplén vármegyében, az Encsi járásban.

## Fekvése
A Cserehát tájegység keleti részén fekszik, a Vasonca-patak völgyében, a megyeszékhely Miskolctól közúton kb. 40 kilométerre északkeletre.
A közvetlenül határos települések: észak felől Beret, kelet felől Forró, délkelet felől Ináncs, dél felől Rásonysápberencs, nyugat felől pedig Selyeb. A legközelebbi város a kb. 15 kilométerre fekvő Encs.

### Megközelítése
Csak közúton érhető el, Kázsmárk-Léh-Rásonysápberencs vagy Baktakék-Beret érintésével, mindkét irányban a 2624-es úton.

## Története

### Középkor
Neve valószínűleg magyar személynévi eredetű, amely név a szlávból került a magyarba. A szláv szó jelentése: bátor.
Első említése 1271-ből származik, amikor Beret birtok déli határaként bizonyos Orbán ispán földjét említették. Ez az Orbán azonos a bárói rangú Perényi család ősével, Detek pedig a Perényiek különböző ágakra bomlása után is a család közös birtoka maradt. Orbán e birtokot V. István királytól kapta adományba, 1274-ben azonban Kun László ezt az adományt érvénytelenítette, és a „teljesen üres és lakók nélküli Detk földet” bizonyos Jánosnak és Pálnak adta a csehek elleni hadjáratokban tanúsított vitézségükért. Ez az adomány azonban nem valósult meg, mert Orbán és utódai megtartották a birtokot. 1345-ben megint Beret határosaként írtak a faluról. Úgyszintén Beret déli határainak felsorolásakor említették 1416-ban a Perényiek Kazafölde nevű részét, amelynek emlékét a mai Kaza-patak őrzi és a Szelep-ligetet. 1427-ben a kamara haszna nevű királyi adó szedői 16 paraszti telken hajtották be az adót, kiknek földesuraik a „Perényi urak” voltak. A falu Abaúj vármegyének a Hernádtól nyugatra eső járásába volt besorolva.

### Kora újkor
Detek földesúri joghatóságát illetően a 16. században is folytatódott a Perényiek terebesi ágának birtoklása. Bár a csereháti falvak általában közbirtokosság, azaz több kis- és középbirtokos nemesi család tulajdonában voltak már a középkor óta, Detek kivált közülük, hiszen már a középkorban a Perényi bárói család birtokolta a szintén Abaúj vármegyei Perénnyel (ma: Perín, Perín-Chym Szlovákia) együtt, uradalmi faluként. Deteket, mint ősi birtokot, már az Árpád-kor végén szerezte meg a család őse, a 14. században pedig Detek a közeli Tengerfalvával és a szintén csereháti Selyebbel együtt a Perényi-birtokkomplexumhoz tartozott, Tengerfalvát azonban 1418-ban elcserélték a borsodi Kurityán nevű birtokra. Detek és Selyeb a 15. század elején a Perényiek csorbakői uradalmának részei. 1448-ban Detek az Abaúj vármegyei Ida (Nagyida) várának (ma: Veľká Ida, Szlovákia) tartozéka, amelyet uradalmi falvaival együtt a huszita uralom idején egyik birtokosa, Perényi Imre fia János elzálogosított a Jan Jiškra (Giskra) huszita vezérrel szoros kapcsolatot tartó Modrar Pál (†1560 előtt) körmöcbányai polgárnak, rokonai beleegyezése nélkül. 1450-ben Jan Jiškra sárosi ispánként zálogosította el a Perényiektől megszerzett nagyidai uradalmát az ekkor már nagyidai illetőségű Modrar Pálnak. A nagyidai uradalom és egyéb Perényi-birtokok végül úgy kerültek vissza a Perényiekhez, hogy kisperényi Perényi János (†1493) 1460-ben feleségül vette a zálogbirtokos Modrar Pál lányát, Annát. Detek a 16. század elején már a Perényiek szinyei (ma: Svinia, Szlovákia) uradalmához tartozott számos Abaúj vármegyei településsel együtt. 1506-ban II. Ulászló az Abaúj vármegyei Szinye mezővároshoz tartozó abaúji birtokokat, köztük a csereháti Detek és Kéty falut, megerősítette Perényi Imre (†1519) nádor, abaúji ispán, valamint fiai: Ferenc és Péter tulajdonában. A Perényiek mellett azonban kisebb birtokosok is szerezték egy-két jobbágyteleket Deteken a 16. század első felében.
A középkor legvégén a Perényiek Deteket, Perénnyel együtt, dédesi várukhoz csatolták, 1554 körül a dédesi uradalom falvaival (Visnyó, Mályinka, Tardona Borsodban, illetve az abaúji Selyeb, Perény, Vizsoly) együtt készült Detek jobbágyainak összeírása, az egyetlen ilyen névsor a Perényi-korszakból. A bíró tisztet Deteken ekkor Maróti Ferenc féltelkes jobbágy viselte, rajta kívül még 5 féltelkes élt a Perényi-birtokrészen: Gyenge Sebestyén, Lukács Antal, Fodor Tamás, Nagy Miklós és Lukács András, az egyetlen egésztelkes deteki jobbágy neve: Tót Benedek. Rajtuk kívül 3 zsellére is volt a Perényieknek: Hozó Tamás, Korodi Antal, Korodi-Kovács Gergely.
1552-ben az adórovók Perényi Gábor (1532–1567) országbírót, a sárospataki és a füzéri vár urát nevezik meg a falu földesurának Deteken, a következő évtizedben azonban Perényi, mint a legnagyobb birtokrész tulajdonosa mellett más földesurak is birtokoltak itt és Tengerfalván. 1569-ben a magtalanul elhunyt Perényi Gábor hatalmas birtokvagyona visszaszáll az uralkodóra, és a visszaháramlott füzéri uradalmat, Detekkel és Perénnyel együtt, I. Ferdinánd elzálogosítja ecsedi Báthori Miklós (1520–1584) országbírónak, Szatmár, Szabolcs és Somogy vármegyék főispánjának, aki 35 ezer magyar Ft készpénzt fizetett a birtokokért, további 20 ezer Ft-ot pedig elmaradt díjazása fejében már megfizetettnek tudtak be neki. A zálogjog Báthori Miklós fivérére, Györgyre (†1570) és családjára is vonatkozott. A deteki dikális adójegyzék 1576-tól Báthori Miklóst és meg nem nevezett további nemeseket jegyez be Detek birtokosaiként, majd 1588-ban már Báthori György fia, ecsedi Báthori István (1555–1605) országbíró, szatmári és szabolcsi főispán, neves humanista főúr Detek egyik földesura, aki apja és nagybátyja halála után örökölte a füzéri uradalmat. Báthori István utód nélkül hunyt el, a füzéri várat és tartozékait, több egyéb uradalmával együtt, mint leánynegyedet, végrendeletében nővérére, Nádasdy (II.) Ferenc nádor (†1604), a „fekete bég” özvegyére, Báthori Erzsébetre (1560–1614) és gyermekeire: Zrínyi Miklósné Nádasdy Annára, Homonnai Drugeth Györgyné Katalinra és Nádasdy Pálra hagyta. Gyermeki úgy osztoztak meg az örökségen 1614-ben, hogy Füzér és uradalma Nádasdy Pálnak (1595–1633), Sopron és Vas vármegyék örökös főispánjának, dunántúli főkapitánynak jutott. A füzéri uradalom apró, a füzéri vártól viszonylag távoli deteki birtokrésze még a 17. század első évtizedeiben is a füzéri várhoz tartozott, 1612-ben, 1616-ban és 1626-ban a füzéri uradalomban írják össze, Perénnyel együtt. Az abaúji Detek azonban később, ismeretlen időben, kivált a füzéri uradalomból, míg Perény a Nádasdyaknál maradt, és csak Nádasdy Ferenc (1623–1671) kivégzése után került a királyi kamarához, mint elkobzott birtok.
A 16. század második felében a Perényi-örökösök mellett kisebb birtokosoknak is van porciójuk Deteken, a század végén, 1596-ban pedig az abaúji Felsővadászon és Selyeben birtokos Rákóczi család egyik tagja is megjelenik a falu urai között: Rákóczi Lajos (1570 k.–1612) generális, kállói kapitányt, mellette Csató Bertalant is említik mint birtokost a portális adóösszeírások 1596-ban és 1597-ben. A 17. században újabb birtokosok is részesednek Detekből, köztük tekintélyes főúri és nemesi famíliák. 1641-ben Szemere Albert abaúji szolgabíró Kinizsi Zsuzsannától született gyermekei osztoznak több csereháti birtokrészen, köztük deteki jószágon is. 1641-ben gróf Forgách Ádám (1612–1681) nógrádi főispánt, szécsényi főkapitányt, 1643-tól felső-magyarországi (kassai kerületi és végvidéki) főkapitányt említik birtokosként deteki jobbágyai, amikor a török alávetettségről tanúskodnak Abaúj vármegye előtt, ekkor szerepel földesúrként a Gömör vármegyei eredetű mellétei Dévényi családból származó Divinyi (Dévényi) Istvánt is.

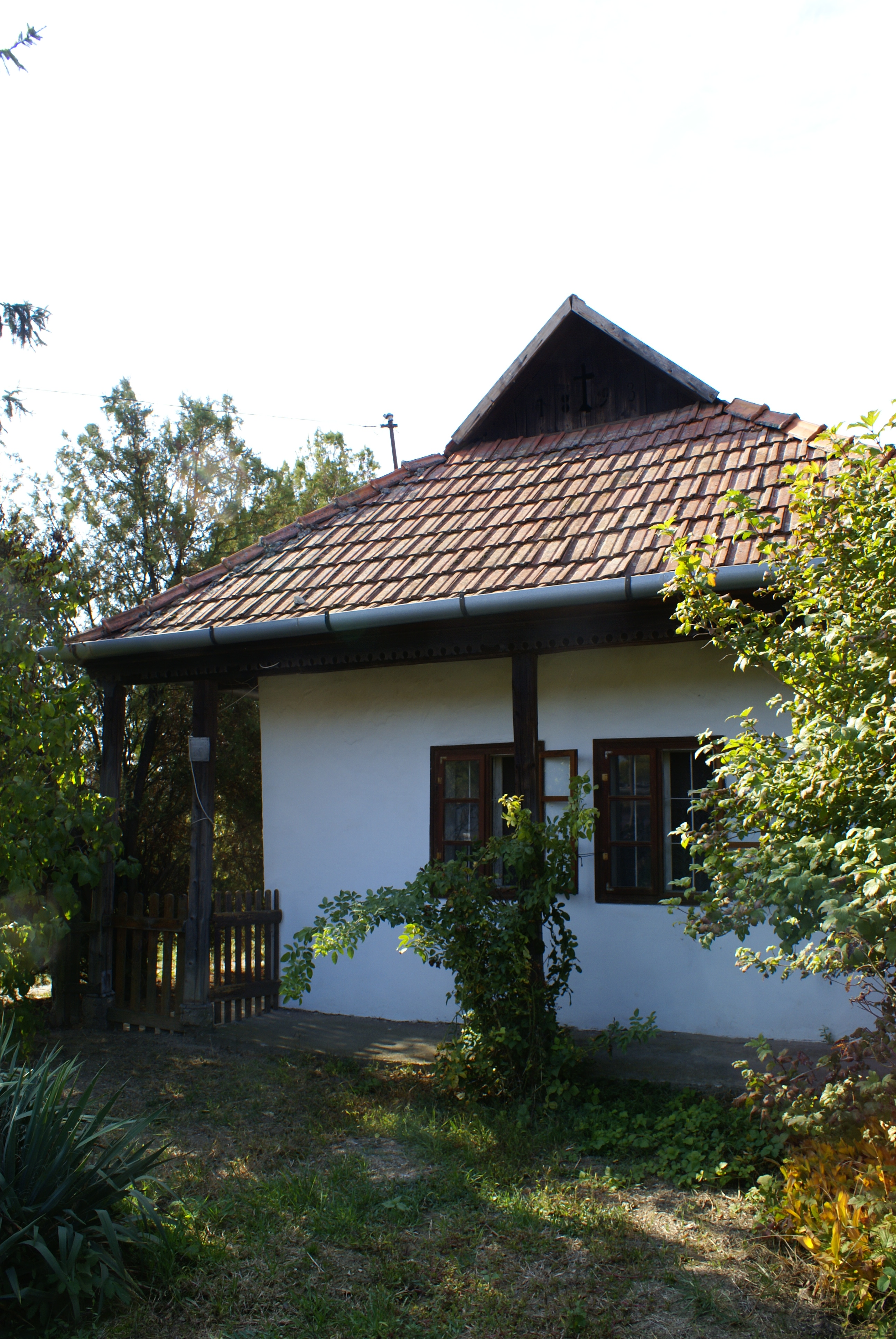
Népi lakóház

Detek legismertebb 17. századi birtokosa Szuhay Mátyás (†1677) volt, aki feltehetően az Abaújban számos birtokot szerzett apjától, id. Szuhay Gáspártól (†1615) örökölte a deteki birtokrészt is. Szuhay Mátyás már korán katonai pályára lépett, részt vett I. Rákóczi György 1644/45. évi hadjáratában, fiatalon lett az ónodi végvár kapitánya, majd II. Rákóczi György kinevezte kállói kapitánynak. Tevékenyen részt vett a Habsburg-ellenes rendi küzdelmekben, az ún „bujdosók” egyik hadvezére lett, vezetése alatt indult az 1672. évi Habsburg-ellenes hadjárat. A császári sereg vérdíjat tűzött ki a fejére, 1677-ben rozsályi (Szatmár m.) házában ölték meg. Szuhay Mátyás Abaúj egyik legvagyonosabb birtokosa volt, halmaji kúriájához több falu tartozott, de a borsodi Szendrőn és környékén is volt udvarháza és jószága, Tarcalon pedig kúriája és értékes szőleje. Deteken részbirtokkal és allódiummal rendelkezett, amelyet halála után, többi birtokával együtt, konfiskáltak, 1680-ban Detek már az ónodi uradalomhoz tartozik. Deteknek 2/3 része tartozott Szuhay Mátyás földesúri joghatósága alá, 1678-ban a falu harmadát más birtokosok uralták. 1725-ben a detekiek úgy emlékeznek, hogy egykor földesúri udvarház is állt a faluban, amely azonban rommá lett.
Néhai Szuhay Mátyás konfiskált deteki birtokrészét, amelyet a kamara 1100 Ft-ra értékelt, Lukácsik György, a szepesi kamara helyettes számvevőmestere 1300 magyar Ft-ért vette 12 évre zálogba 1694-ben. A kuruc vezértől elkobzott kamarai birtokokat még az 1730-as években is Szuhay-féle kincstári jószágoknak nevezték, Deteknek is ez volt a neve 1731-ben, amikor már Dulffy György egykori kassai kamarai tisztviselő és debreceni harmincados tulajdonában van, aki itt él fából épült kúriájában. Az egykori Szuhay-birtok egy része azonban a családnál maradt, 1681-ben Szuhay Mátyás unokái, ifj. Szuhay Gáspár és Zákány Zsuzsanna gyermekei: Márton, György és Anna megegyeztek nagynénjükkel, Dolhai Györgyné Szuhay Erzsébettel az örökséget illetően, és az unokáknak jutott Detek. Detek birtokjogának sorsa a 17. század utolsó harmadától összefonódott az ország sorsával, előbb a bécsi kormányzat konfiskálta rebellis földesura jószágait, majd a Rákóczi-szabadságharc kezdetén II. Rákóczi Ferenc ad utasítást, hogy hívei írják össze, majd kobozzák el Abaúj vármegye Habsburg-párti birtokosainak birtokait, így az ekkor már Kassán élő Lukacsik György deteki birtokrészét, tekintélyes majorságával, pusztuló udvarházával együtt.
Abaúj vármegye déli része a Hódoltság terjedésével a füleki, a hatvani, majd az egri törökök célkeresztjében volt. Így az oszmán hódítók az 1554-ben elfoglalt füleki várból már korán igyekeztek adófizetővé tenni Dél-Abaúj falvait, a füleki szandzsák 1559. évi összeírásában Perecse, Szászfa, Petri, Szala, Devecser, Fancsal és Detek szerepel, míg 1570-ben már két szandzsák osztozott a csereháti falvakon, Fülekhez tartozott Büttös, Szászfa, Szend, Kécs (Fulókércs?), a hatvanihoz Litka, Forró és Beret. Detek több gömöri faluval együtt a füleki szandzsák 1559. évi tímárdefterében Abdülvehháb nevű füleki török tiszt tímárbirtokaként szerepel, évi jövedelmét ekkor 1000 akcséra becsülték a füleki defterdárok, de a későbbi füleki adóösszeírásban, az 1579. évi dizsje-defterben nem szerepel. Kérdés, hogy a devecseri jobbágyok fizettek-e valaha földesúri javadalmat, illetve szultáni adót a 16. században.

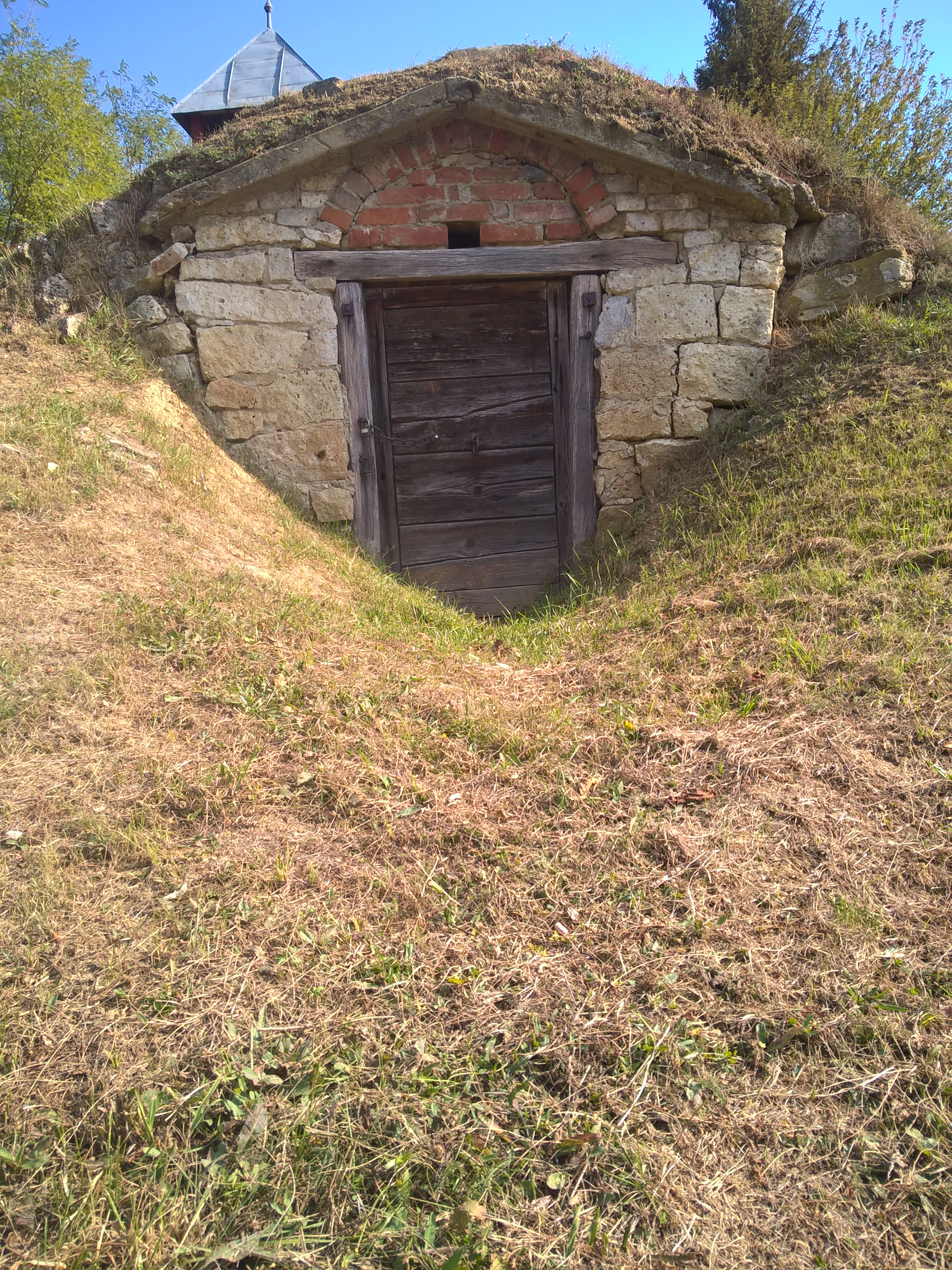
Pince bejárata

Detek jobbágyfalu a Perényi-korszakban közepes adóképességű településként tűnik fel, bár 1532-ben csak 1 portányira becsülik az adószedők az adóképességét, 1552-ben már 6,5 porta mint adóegység után fizetik a portális vagy dikális adót. 1553/54-ben Deteket összevonták a szomszédos Tengerfalvával, együttesen 5, illetve 6 portájuk volt, és az adószedők itteni földesúri telkeket, kúriákat is feljegyeztek. 1564/65-re még nőtt is Detek és Tengerfalva adóképessége (7 porta). Ezt a fejlődést egy külső körülmény akasztotta meg, Detek község életében, a Cserehát több más falujához hasonlóan, Hasszán temesvári pasa 1567 márciusában indított felső-magyarországi hadjárata jelentett tragikus fordulópontot. Az oszmán hadvezér János Zsigmond erdélyi fejedelem megsegítésére 5000 fős török sereggel és krími tatár kísérőcsapattal támadt a Lazarus von Schwendi felső-magyarországi főkapitány által ellenőrzött vidékekre, ezekre ugyanis az erdélyi fejedelem is igényt tartott. A hadjárat során a törökök Detek és Tengerfalva településeket is teljesen felégették, a lakosok 1567-ben már adót sem tudtak fizetni. Detek és Tengerfalva még 1570-ben is adómentes volt a korábbi pusztítás miatt, bár ekkor 7 új házat, azaz újrainduló jobbágygazdaságot jegyeztek fel, vagyis a falu igyekezett gyorsan kilábalni a tragédiából, így 1576-ban már ismét 4 adóporta alapján rótták ki Detekre az adót. 1578-ban 2, 1582-ben 3, 1588-ban közel 4 portát állapítottak meg az adószedők az ecsedi Báthori család birtoklása idején. A tizenötéves háború (1593–1606) kezdeti éveiben már 1 portányi adófakultása sincs a falunak, ez az alacsony portaszám 1598-ban, amikor a porta helyett a ház lett az adó alapja, 21 házat jelentett, azaz kb. 21 alacsony termelőképességű jobbágygazdaságra vetették ki a király adóját.
1599-ben ismét óriási csapás éri a falut, a Cserehát vidékén ugyanis tatár csapatok pusztítottak, ráadásul a felső-magyarországi főkapitányságra frissen kinevezett Giorgio Basta (1550–1607) a tatár hadak ellen az abaúji Méra mellett vonta össze csapatait, s az itt felállított tábor királyi katonasága is hozzájárult a csereháti falvak kifosztásához. Falujuk felégetéséről maguk a deteki jobbágyok vallottak az adószedőknek 1599-ben, így adót sem tudtak fizetni. 1600-ban a tatár sereg és a királyi katonák pusztításai, marháik elhurcolása mellett még a pestis és az éhség is sújtotta Detek és a környező települések lakosságát, és a falu csak 1605-ban nyerte valamelyest vissza vitalitását, de ekkor is csak 1 ház alapján fizették az adót. Az adóegység 1609-től ismét a porta lett, Detekre fél portát róttak ki, és a falu az 1610-es években sem érte el 2 portát, jobbágyai 1613-ban és 1618-ban 1 portával, zsellérei negyed portával rendelkeztek. 1626-ban, 1630-ban és 1632-ben a jobbágyok adóképessége fél portára zuhant, 1635-ben pedig már csak ¼ porta alapján kérték tőlük az adót. Utoljára 1648-ból maradt fenn Detekről dikális adójegyzék, amikor már csak 1/8 portányira becsülték a falu adófakultását. Az alacsony értékhez nem kevéssé járult hozzá, hogy nem sokkal korábban Detek is török uralom alá került. A falu és a régió történetében ugyanis az 1599. évi tatár pusztításnál is súlyosabb tragédia következett be 1640-ben, az oszmán katonák hódoltató kegyetlenkedése ugyanis Deteket is az oszmán hatalom, az egri törökök joghatósága alá kényszerítette. 1640-ben az Abaúj vármegye jegyzőkönyvébe bejegyzett korabeli tanúvallomás szerint a törökök „nagy kegyetlenül rablották Felső-, Alsó-Gagyot, Kércset és Baktát, iszonyú égetéseket tevén, amely helyekből keresztény atyánkfiai közül kiket levágott, kiket megégetett, kiket kegyetlenül rabságra vittek, összességgel teszen hétszázig, mely kegyetlen rablások miatt kényszerítettek meghódolni Alsógagy, Bakta, Beret és Detek”. A szomszédos csereháti falvakkal együtt Detek is így került török uralom alá, amely egyszerre jelentette a szultáni, azaz oszmán állami hatalmat és a török földesurat. A falu ettől kezdve a Hódoltság peremvidékének azon helységei közé tartozott egészen Eger 1687. évi törökök alóli felszabadításáig, amelyek kettős adózás alá estek, azaz a Magyar Királyság és a magyar földesurak mellett a törökök is adóval és járulékokkal terhelték őket. Detekre és környékére már 1640 előtt is többször rátörtek az egri török portyázók, erről a így emlékeztek meg a csereháti jobbágyok a vármegye biztosai előtt 1640. november 19-én: „Tíz vagy tizenegy esztendőknek elforgása alatt, diversis vicibus et temporibus [több alkalommal és időpontban], itt az mi szegény Abaúj varmegyénkben az egri és több szomszédságbeli pogány törökök töttenek illyen nagy iszonyú és kegyetlen rablásokat, faluknak hódoltatását, égetését, sok számtalan keresztyén atyánkfiainak keserves rabságra viteleket, és sok iszonyú kártételeket […] kiket mindenestül az szent békesség ellen és annak romlására, az bécsi es zsitvatoroki végezés ellen cselekettenek kegyetlenül. […] Azután ismét vármegyénkben Tengerfalvát, Detket rablották el, ahonnét vittek el rabokat azon úttyokban circiter [körülbelül] 15-[öt].” Az 1640. évi végleges hódoltatás közvetlen előzménye a Gagyvölgy lerohanása volt. Az Abaúj vármegye jegyzőkönyvébe bejegyzett korabeli tanúvallomás szerint a törökök „ez [1640.] esztendőben nagy kegyetlenül rablották Felső-, Alsó-Gagyot, Kércset és Baktát, iszonyú égetéseket tevén, amely helyekből keresztény atyánkfiai közül kiket levágott, kiket megégetett, kiket kegyetlenül rabságra vittek, összességgel teszen hétszázig, mely kegyetlen rablások miatt kényszerítettek meghódolni Alsógagy, Bakta, Beret és Detek”. A deteki jobbágyok 1641-ben így vallottak arról a vármegyének, hogy miért fogadták el a kereszténység ellenségét uruknak: „Detken lakozók: Adam Imre, Forgách Ádám uram őnagysága jobbágya, 70 esztendős, Tót Mátyás, Deviny István uram jobbágya, 50 esztendős, Lukács András, Forgách Ádám uram őnagysága jobbágya, 40 esztendős, hitek után így vall[j]ák. Az mi falunkat az egri törökek elrabolván, 39 rabokat vittek el, nemes személyeket is vittek el akkoron, három esztendeig nem merészlettük helyünkben lenni az pogányságtúl való félelem miatt, de mivel az mások örökséges jószága minekünk nem engettetett, hanem házunkban vissza kelletett szállnunk, különben maradásunk nem lehetett, hanem az pogány ellenségek között kellett keresnünk. Az török urunk Deli Muztafa Egré [Egerben], [summánk] elsőben tavaly esztendőben 12 flo [Ft], mostan penig 22 flo [Ft], 13 icce vaj, mézzel együtt, [korábban] soha nem hódolt falunk, [csak] az falunk elrablással… Tenger nevű faluban lakozó Gardi István, Szemere Janos uram jobbágya, 50 esztendős hiti után így vall. Azon nyomorúságos állapotban voltunk, mint az detkiek, az gagyiak elrablása után kíntelenség alatt meg kelletett holdolniuk, egyszersmind az detkiekkel. Murteszan Izpahia az uruk Egré [Egerben]. Summájok elsőben volt 18 flo [Ft], mostan immár 28 flo [Ft], 20 icce vaj, 1 puszta telek, ez csak 3 zsellér lakik rajta.” Bár Detek és Tengerfalva lakosai sokáig ellenálltak az egri törököknek, Detek jobbágyai évekre el is menekültek falujukból, de idegen földesúr birtokán nem fogadták be őket, így végül a gagyvölgyi pusztítás után kénytelenek voltak meghajtani fejüket oszmán uraik előtt, török földesuraik, Deli Musztafa és Murteszán szpáhi az egri török központ tisztjei közül kerültek ki, akik évi egy összegben, ún. summában kérték tőlük a földesúri járandóságot. A 17. század második felében, a török pusztítás és hódoltatás ellenére sem lett pusztává a falu, Szuhay Mátyás deteki lefoglalt jószágán jobbágyok, zsellérek éltek és gazdálkodtak az 1670-es években, Lukácsik György adótisztviselőnek megért 1300 magyar Ft-ot, hogy Detek háromnegyed részének földesura legyen 1694-ben, ennek ellenére az 1696. évi országos adóösszeírás adózásra képtelen pusztaként értékelte Deteket. A Rákóczi-szabadságharc idején készült 1707. évi adóösszeírás azonban ¼ portányi adóképességet állapít meg Deteken, és kuriális faluként említi, azaz lakosai (vagy lakosainak egy része) az armalista vagy taxás nemesek közé tartoztak.

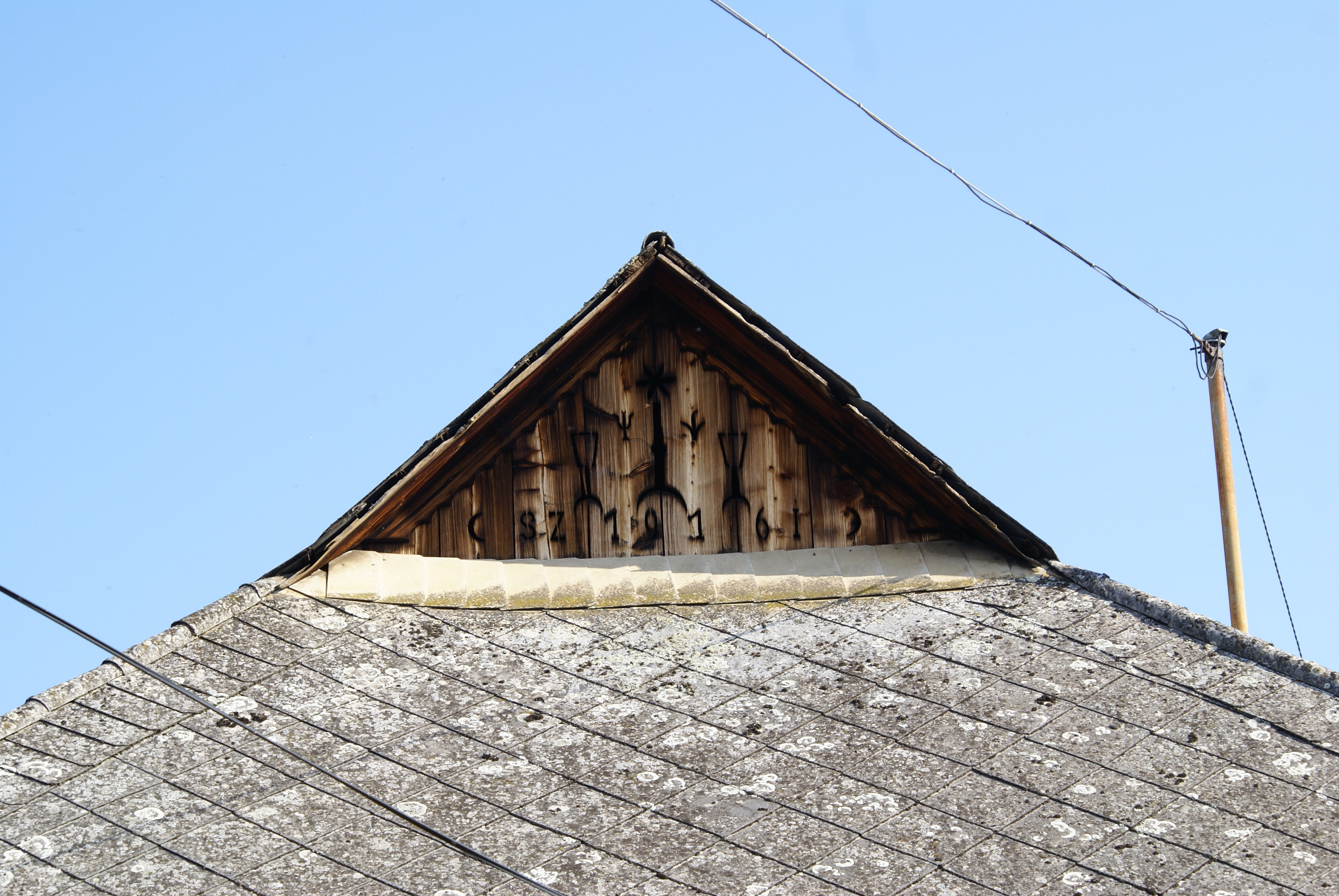
Népi lakóház deszkaoromzata református díszítéssel, 1916

Detek lakosai, a borsodi és abaúji régió legtöbb településéhez hasonlóan, a 16. század második felében a reformáció hívei lettek. A falu egyháza az 1567. évi debreceni zsinaton a Helvét Hitvallást aláíró abaúji, más néven kassavölgyi református seniorátushoz (esperességhez) tartozott, amely a 16. század végén egyesült a tornai egyházakkal, és ettől kezdve abaúj-tornai egyházmegyeként működött. Devecser vallásos közössége, gyülekezete kezdetben a közeli Bakta református anyaegyházához tartozott, mint leányegyház, első ismert lelkésze Palóci Balázs (1597), majd Athinai Sámuel következett a bakta lelkészségben (1598), aki Detek mellett Berencs és tengerfalva fíliákban is szolgált. A 17. század elején Cégényi Gergely (1607), Benei Dániel (1610), Vásárhelyi Lukács (1612), Rozgonyi Lukács (1616–1618), Diószegi L. Tamás (1620–1621), Vinnai István (1622–1626), Váradi István (1624) és Szikszai B. Pál (1628–1629) református prédikátorok neve ismert Baktán és leányegyházaiban. Detek és Tengerfalva református híveit nemcsak lelkész, hanem tanító is szolgálta, együtt a baktai gyülekezettel, a deteki és tengerfalvai lakosok ugyanis egyházi szolgálatukért egyaránt fizettek a prédikátornak és a mesternek, azaz a református tanítónak a 17. század elején. A lelkész vasárnap és ünnepnapokon reggel először a baktai templomban prédikált, utána ment ki a leányegyházakhoz, a vasárnap délutáni istentisztelet is Baktán volt, hétközben könyörgést tartott, és bizonyos hétköznapokon prédikált is. Vasárnaponként az ifjúságot hitoktatásban is részesítette. Baktán, a földesúrtól kapott telken, saját háza volt a mindenkori lelkésznek, pitvarral, kamrával, istállóval és kerttel, ennek építése és gondozása az anya- és leányegyházak híveinek kötelessége volt. A 17. század első felében a baktai anyaegyházban és a leányegyházakban a taksás nemesek családonként 5 vagy 10 gabonakeresztet adtak évente a lelkésznek, a jobbágyok közül pedig azok, akik saját ekével szántottak 4-et, a „cimborás”, azaz közösen szántó parasztok közül pedig a háromlovasok 3, a kétlovasok 2, az egylovasok 1 keresztet szolgáltattak. A zsellérek fél köböl szárazgabonával, az özvegyasszonyok 3 sing vászonnal tartoztak papjuknak. A hívek külön fizettek keresztelésért (egy kenyér, egy tyúk) és az esketésért (12 dénár) a lelkésznek, temetésért 12 dénár, akkor a lelkész csak énekelt, ha prédikált is, 25 dénárt kért. A kamara által szedett baktai egyházi dézsmából octava, azaz nyolcadrész jutott neki, a fíliákban nem részesült a falu dézsmájából. Deteken, annak ellenére, hogy a 16–17. században végig leányegyház maradt, a református híveknek kőtemplomuk volt.
A Magyar Királyság török kor utáni első alapos, de hibáktól nem mentes országos jellegű összeírását (regnicolaris conscriptio) törvényben rendelték el 1715-ben, célja a magyar települések adóképességének és adózó népességének felmérése volt. Az 1715. évi összeírás szerint Deteken három zsellér (Jankó István, Danyi István, Ádám István, Váradi János) gazdálkodik, kettejüknek 9 köblös jobbágyi szántóföldjük van, de irtásfölddel mindnyájan rendelkeznek. Minden zsellér 1 kaszaalja, 1 kocsi szénát termő réttel rendelkezik. Terményeiket Szepsiben és Mecenzéfen adhatják el, de termésük alig elég megélhetésükre. A falu fekvése előnyös, részben lapályos, részben enyhén emelkedő dombokon terül el, a szántót négy igaerővel művelik. Detek szántóföldjei három nyomásra vannak osztva, a föld termékenysége megfelelő, az őszi gabona 5-szörös, a tavaszi 6-szoros hozamot eredményez. Az 1720. évi hasonló országos felmérésben még mindig csak 3 deteki jobbágyot írtak össze (Danyi István, Orosz János és Ádám István).
Bél Mátyás 1730-as évek elején készült és a 21. századig kéziratban maradt, Abaúj vármegyét latin nyelven leíró monográfiájában így jellemzi Deteket és Tengerfalvát: 65. Detek kiválóan el van látva gabonafölddel, de nincsenek erdei és rétjei. Dúlffy György, Szemere Zsigmond és Mihály, valamint Csató Zsigmond földesuraknak van alávetve. 66. Tengerfalva Detekkel határos, csak az a folyócska választja el a két falut, amely keresztülfolyik a völgyön. Mivel gabonaföldben nincs hiánya, az élethez szükséges termést kivételes bőségben állítja elő. A Szemere, a Szentimrey és a Csató nemzetségeknek tartozik [mint jobbágyfalu].”

### 18. század
A falu történetében az első, a népesség egészére rálátást nyújtó adat II. József népszámlálásához fűződik, amely szerint 1787-ben 399 fő élt a településen. Bár az 1850-es évekig újabb, a teljes lakosságot felmérő népszámlálás nem zajlott, de az egykorú statisztikai írók adatai alapján mégis megállapítható, hogy a 19. század első felében a deteki népesség nagysága valószínűleg alig változott: Nagy Lajos 1828-ban kiadott helységnévtára szerint 398, Fényes Elek Geographiai szótára pedig 385 főt említ. A földműves lakosságból az említett népszámlálás alkalmával 23 férfit jobbágyként és 52 főt zsellérként regisztráltak. Az 1772-1773-ban végbement úrbéri összeírás során még 10 örökös és 1 szabad menetű jobbágyot találtak, továbbá 19 házas zsellért. A századfordulón Vályi András a „gazdag” szóval jellemezte az 1. osztályúként besorolt falu határának termőképességét és azt is megjegyezte, hogy a faluban szőlőtermelés is folyik.
A falu népessége többségében a római katolikus felekezethez tartozott, melynek saját temploma is volt Deteken. A Nagy Lajos-féle statisztikai kiadvány szerint 314 lélek alkotta a katolikus közösséget, Fényes Elek könyve szerint a gyülekezetből 288 fő volt római és 22 fő a görögkatolikus. Ennek megfelel, hogy a 18. század végén Korabinszky Mátyás etnikai szempontból magyarnak minősítette a települést – tehát nem „szlováknak”, mint a környék több más faluját. A népesség kisebb része protestáns volt, Fényes Elek részletesebb adatai szerint református; az ő számuk 1828-ban 51, 1850-ben 48 volt. A katolikus egyházközség élén segédlelkész állt; a ránk maradt, anyakönyv vezetésének kezdetekor, 1790-től – ami valószínűleg a gyülekezet önállósodásának ideje – Matyasovszky Miklós. Deteken már a józsefi népszámlálás idején is éltek zsidók (akkor 5 izraelita háztartást írtak össze). A 19. század közepéig ez a szám nem gyarapodott jelentősen: 1828-ban 33, 1850-ben 30 izraelita lakta a községet.
A települése legnagyobb földesura az úrbéri összeírás idején Szemere László volt, akinek földjét 10 jobbágy és 15 zsellér művelte meg. Rajta kívül Ragályi Anna, Tordai Anna és Csató Zsófia özvegyek az ismert földbirtokosok ebben az időszakban. Deteken a térség más faluihoz képest kevés nemes élt, az 1787-es népszámlálás adatai szerint a férfi lakosságból csak heten tartoztak a kiváltságos rendhez.

### 19. század
Két település egyesítésével 1880-ban megalakult Detektenger népessége a 19. század végén meghaladta a 600 főt (1850-ben 564 fő, 1880-ban 590 fő, 1900-ban 631 fő), a nagyobb arányú növekedést az elvándorlás akadályozta. A születések aránya 1900 és 1910 között 37,6‰, a halálozásoké 25,1‰, a természetes szaporodásból származó többlet 80 fő, viszont ebben az évtizedben körülbelül 65–70-en költöztek el vagy vándoroltak ki a tengerentúlra.
A felekezeti arányok változását a termékenység különbségei befolyásolták. A katolikusok a 19. század második felében abszolút többségbe kerültek (1900-ban 330 fő, 52%), a görögkatolikusok aránya szintén emelkedett (93 fő, 15%), rajtuk kívül reformátusok (86 fő), evangélikusok (81 fő) és izraeliták (41 fő) éltek a faluban. A katolikus népiskola tanítója a felnőttek oktatását is fontosnak tartotta, ami az alfabetizációt segítette: 1880-ban a népesség 31%-a, 1900-ban 52%-a, a 6 éven felüliek 63%-a tudott írni és olvasni.
A földhasznosítás változását az 1865-ös és az 1895-ös összeírás alapján követhetjük nyomon. A szántók területe 1042 kataszteri holdról 1364 holdra (a faluhatár 60%-áról 78%-ára) emelkedett, a réteké és a legelőké 427 holdról 242 holdra, az erdőké 92 holdról 33 holdra csökkent, és az 1860-as években még nagy területű (körülbelül 110 hold) és jó minőségű bort termő szőlőket a következő évtizedekben a filoxérajárvány tette tönkre.
A gabonatermelés nagyarányú növelését az 1860-ban átadott Miskolc–Kassa vasútvonal, illetve a közeli Forró árutovábbító szerepe ösztönözte, ami a helyi agrártársadalom struktúráját is befolyásolta. Az 5–100 holddal rendelkező önálló kistermelők aránya a századfordulóig magas maradt, akik 1900-ban 120 taggal és 260 üzletrésszel fogyasztási és értékesítő szövetkezetet alapítottak, mely olcsó és jó minőségű háztartási és gazdasági cikkek beszerzését segítette. (Az igazgatóságba Telegdi István római katolikus lelkészt, Meskó Sándor körjegyzőt, Mikola Andrást, Valter Jánost, Fábián Józsefet, Csorba Pát és Kondás Józsefet, a felügyelőbizottságba Baksy István és Ternyei István tanítókat, valamint a tekintélyesebb, részben nemesi származású gazdákat, Kiss Istvánt, Beke Miklóst, Bogoly Lajost, Szobonya Józsefet választották). Száz holdnál nagyobb birtokkal a század végén csak a régi nemesi családból származó Tóbiás Ferencz (376 hold), valamint Braun Jakab kereskedő rendelkezett (126 hold).
A Detektengeren született Fáy Mihály (1862–1940) viszont a gazdálkodás helyett más pályát választott. Az 1890-es években kávésként dolgozott a fővárosban, és Szecsődy Kálmán miniszteri számvizsgálóval (volt országgyűlési képviselővel) szövetkezve, kiselejtezett okmánybélyegeket loptak el és próbáltak értékesíteni. A kiterjedt „bűnbanda” tagja volt a Fáyval vadházasságban élő Zsarnay Emma, s a pár az igazságszolgáltatás elől az Egyesült Államokba szökött.

### 20–21. század
A település 1905-ig Detektenger néven volt ismert. Detek 1910-ben Abaúj-Torna vármegye Szikszói járásához tartozott. A kisközség 1 747 kat. holdon (= 1 005 hektár) terült el, lakosainak száma 645 volt. Az egyetlen oláh kivételével teljes egészében magyar anyanyelvű faluban sokféle egyház képviseltette magát. A vezető felekezetet adó 302 fős római katolikus közösség mellett 129 református, 107 görögkatolikus, 77 evangélikus, 29 izraelita és 1 görög keleti hívő élt a községben. A lakosság túlnyomó többsége a mezőgazdaságban talált megélhetést, amiben változás az 1960-as évektől kezdődött.

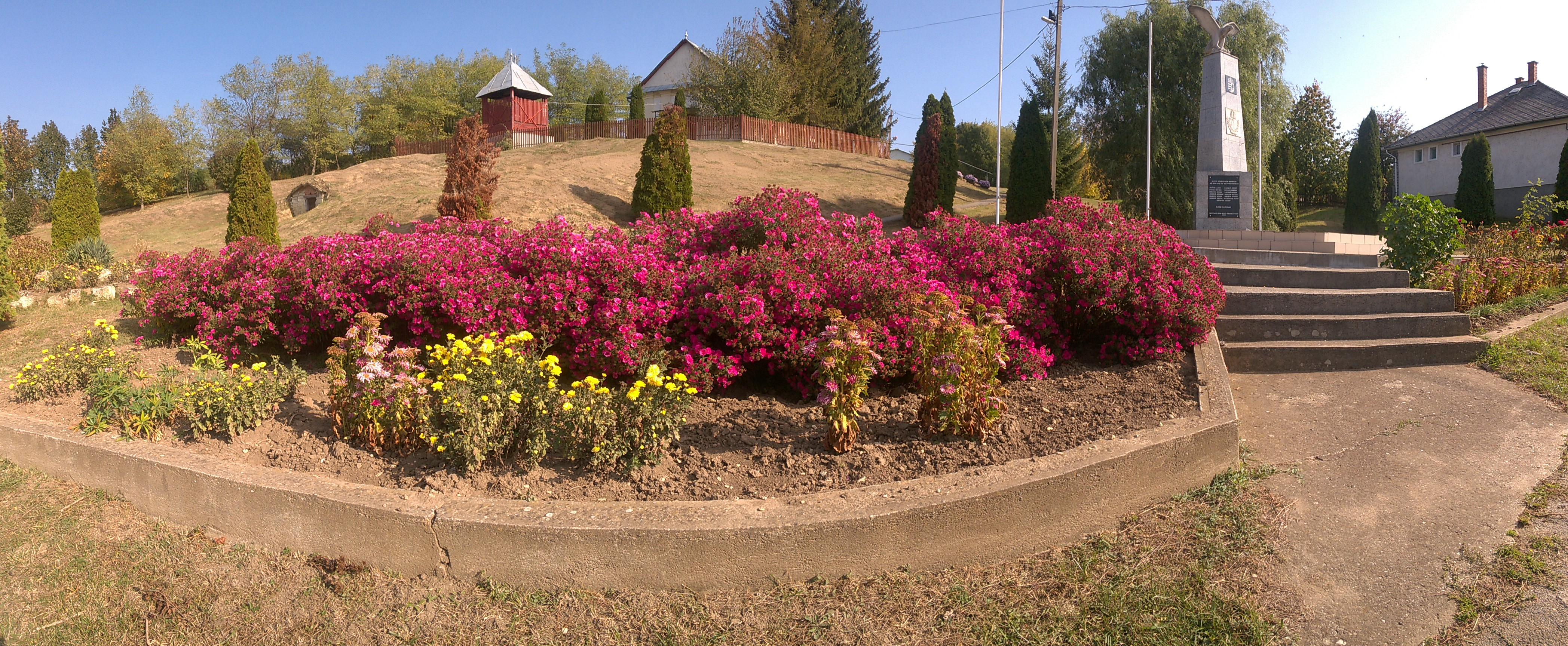
Deteki utcakép a turul emlékművel, háttérben a református templommal és a haranglábbal

Az első világháború következményeként Detekből is indultak katonák a frontra. A hadba vonultak közül azonban tizenhárman sosem tértek haza: Ádám Lajos, Dudás István, Fenyár József, Jancsó András, Jancsó János, Jancsó Mihály, Kapaló János, Kovács Ferenc, Laczkó István, Molnár István, Molnár József, Szobóczki János és Zsitnyár József.
A vesztes háborút lezáró trianoni békeszerződés közigazgatási változásai következtében Detek az Encsi járás részévé vált. A település lélekszáma 1920-ra 607 főre csökkent. A szinte kizárólagos magyar anyanyelvűség nem változott, mindössze a korábbi oláh anyanyelvű lakost váltotta egy német. A római katolikusok (361 fő) és az evangélikusok (89 fő) tovább növelték számukat, miközben a reformátusok (115 fő) és az izraeliták (17 fő), de különösen számottevő mértékben a görögkatolikusok (24 fő) teret veszítettek. Mellettük továbbra is jelen volt a görög keleti egyház egyetlen képviselője. 1941-re a falu visszanyerte az 1910-es lélekszámát, 645 lakosa volt. A római katolikus közösség ismét gyarapodott és már 391 főt tett ki, s a korábbi tendenciát megfordítva a görögkatolikusok is jelentősen, 73 főre növelték számukat. A többi felekezet közül valamennyi veszített korábbi pozíciójából: a reformátusok száma 105-re, az evangélikusoké 76-ra csökkent, miközben az izraeliták teljesen eltűntek, ahogyan a görög keleti egyház képviselője is. Szintén változás következett be az anyanyelvi mutatók tekintetében: 630 magyar mellett 15 cigány anyanyelvűt is feljegyzett a statisztika.
A két világháború közötti időszakban a faluban római katolikus elemi iskola működött. A község lakói javarészt Dr. Tóbiás Gyula és Szalay Pál birtokain dolgoztak. Hangya szövetkezet még 1900-ban, Telegdi István lelkész kezdeményezésére alakult, s 1921-ben 1,5 millió koronás forgalmat bonyolított. A második világháború kitörése újabb helybéli életeket követelt. Hősi halált halt Barcsák Ferenc, Bodnár János, Burkus István, Dévényi József, Forrai Ferenc, Jancsó Miklós, Jobbágy József, Juhász Ferenc, Kiss István, Kiss László, Kiss Sándor, Laczkó Ferenc, Laczkó János, Laczkó Sándor, Pelsőczy József, Pelsőczy Sándor, Spisák János, Takács András, Tóth Endre, Tudós Sándor és Tudós Vince. Továbbá, annak ellenére, hogy az 1941. évi népszámlálás egyetlen izraelita vallású lakost sem regisztrált a községben, az 1944-es deportálásoknak voltak helyi áldozatai: a mészáros Grosz Sámuel, Grosz Sámuelné, Grosz Adolf, Grosz Adolfné és három lánya, valamint Grosz Vilmos.
Detek lakói számára 1944. december 10-én ért véget a második világháború. Az 1949. évi népszámlálás 643 lelket talált a községben, kiknek többsége, 64,5%-a továbbra is római katolikus hívő volt. Őket követték a reformátusok 15,9%-kal, a görögkatolikusok 10,9%-kal és az evangélikusok 8,7%-kal. A szocializmus idején a falu népességszáma folyamatosan hanyatlott, 1990-ben már csak 328 fős volt a lakónépesség.
Az 1956-os forradalmi események október 28-án munkástanács választásához vezettek a községben. Az új szervezet elnöke Bartek Lajos lett, s a közrend megóvása érdekében sor került a nemzetőrség felállítására. A munkástanács valószínűleg leváltotta Kárpáti József vb titkárt, aki november 1-én emigrált. Helyére 1957 elején Lipták Ferencet nevezte ki a járási vb. Majd február elején honvéd karhatalmisták érkeztek a faluba, hogy letartóztatásokat eszközöljenek, de Dányi János tanácselnök előzetesen figyelmeztette az érintetteket. Emiatt ellene eljárás indult, s Dányi lemondott hivataláról. Helyére Rubi Bertalan került. 1957 júliusában letartóztatások következtek. Szikora Károlyt, feleségét és sógorát, Fehér Jánost izgatás és hatósági közeg elleni erőszak vádjával végül börtönbüntetésre ítélték.
A szocialista átalakulás eredményeképpen Deteken 1954-ben jött létre a Vörös Nyíl Termelőszövetkezet, melynek fő bevételi forrása állattenyésztésből származott. A szövetkezet 1973-ban Beret község téeszével együtt beolvadt a baktakéki Szárazvölgy Mezőgazdasági Termelőszövetkezetbe. A villamosítás 1956-ban valósult meg. A szocializmusban volt a faluban művelődési ház könyvtárral és klubhelyiséggel, mozi, orvosi rendelő és iskola is nevelői lakással. Az 1959/60-as tanévben 83 diák látogatta az egyetlen tanteremmel rendelkező, két tanerővel működő iskolát, 1965/66-ban azonban már csak 43 volt a tanulók száma, igaz 11 felnőtt diák is koptatta a padokat. Az alacsony létszám következtében a felsős gyerekek a Baktakéki Körzeti Általános Iskolába jártak.
A második világháború utáni közigazgatási átszervezés eredményeképpen 1950-től Detek Borsod-Abaúj-Zemplén megye Encsi járásának baktai körjegyzőségéhez tartozott Baktával, Berettel és Szárazkékkel együtt, majd 1966-ban ugyanezen települések közös községi tanácsot szerveztek, melynek székhelye (a Bakta és Szárazkék egyesülésével létrejött) Baktakék lett. Az 1978-as év végén Alsógagy, Csenyéte, Felsőgagy és Gagyapáti is csatlakozott az immár hét település alkotta közös tanácshoz, melyet 1984-től Encs városkörnyéki községgé nyilvánítottak. A rendszerváltást követően, 1991-ben Detek a Baktakéki körjegyzőség része lett Baktakékkel és Berettel együtt.

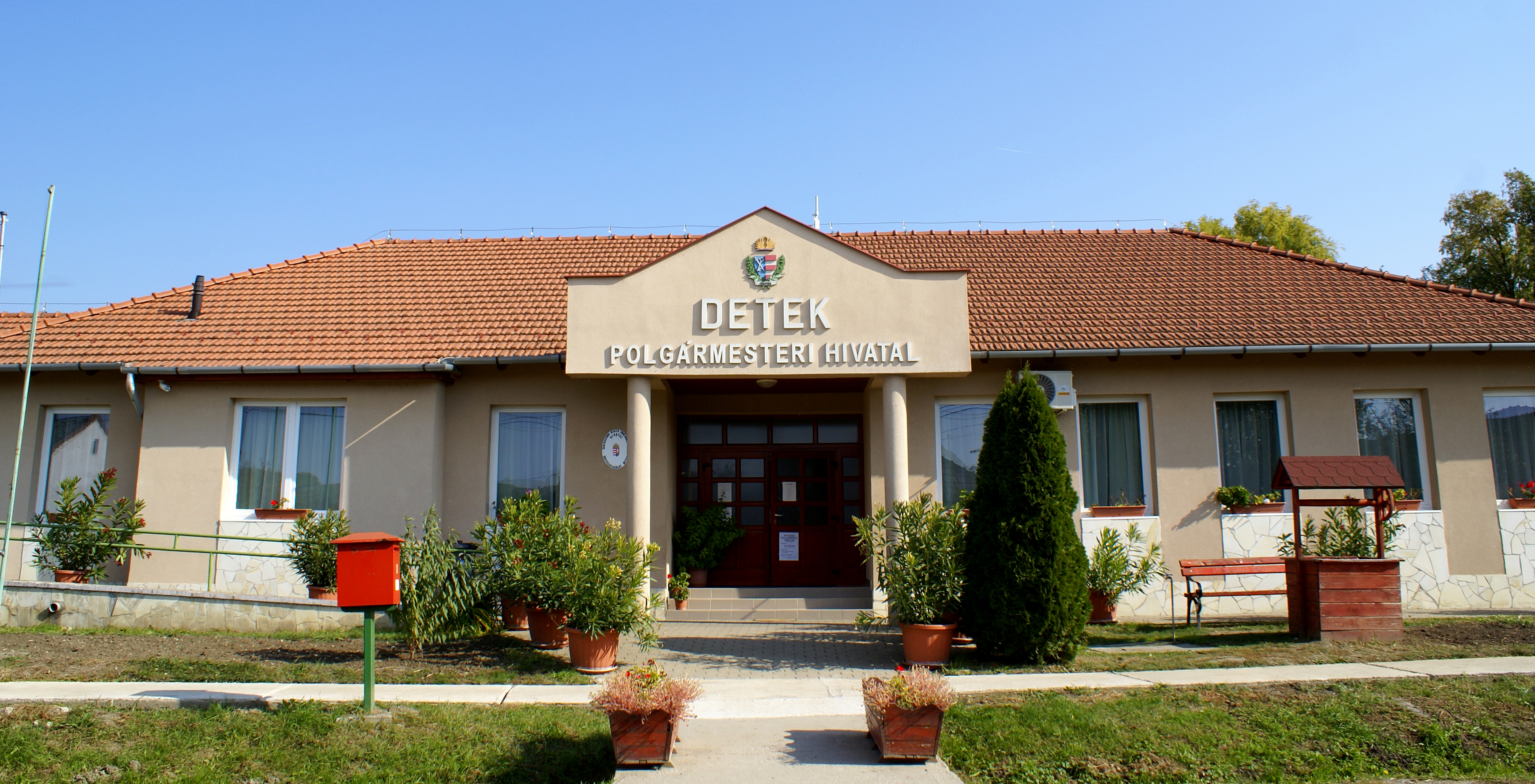
Polgármesteri hivatal

A szocializmus idején jellemző népességfogyás a rendszerváltás óta eltelt évtizedekben tovább folytatódott. 2020. január 1-én Detek lakónépessége 232 fő volt. A 2011. évi népszámlálás alkalmával a lakosság 95,2%-ban magyarnak, 13,3%-ban cigánynak, 0,4%-ban szlováknak vallotta magát, 4,8% pedig nem kívánt válaszolni. Vallási tekintetben a római katolikusok 49,3%-kal megmaradtak vezető felekezetként, 21,9% volt a református, 13,7% a görögkatolikus és 5,6% az evangélikus hívők aránya. Ugyanakkor 3,0% egyéb vallási közösséghez tartozónak mondta magát, 1,5% felekezeten kívülinek, míg 5,2% nem élt a válaszadás lehetőségével.
Detek népessége elöregedő, a munkanélküliség országos átlag feletti. A háziorvosi szolgálatot a baktakéki körzeti orvos látja el. A fogorvosi ellátás Baktakéken, a gyermek- és szakorvosi pedig Encsen biztosított. A legközelebbi kórház Szikszón, mintegy 22 km-re, vasútállomás Halmajon, 11,0 km-re található. Az óvodás és iskolakorú gyerekek a baktakéki intézményeket látogatják. Kultúrház van a községben, de kihasználtsága alacsony. A település közös önkormányzati hivatalt fenntartó község, a hivatal székhelye Szalaszend. Deteken nemzetiségi önkormányzat nem működik.

## Közélete

### Polgármesterei
- 1990–1994: Gulyás Ferenc (független)[69]
- 1994–1998: Bartek Balázs (független)[70]
- 1998–2002: Bartek Balázs (független)[71]
- 2002–2006: Szikora Csaba (MSZP)[72]
- 2006–2010: Szikora Csaba (MSZP)[73]
- 2010–2014: Dr. Viszlai Béla Sándor (független)[74]
- 2014–2019: Szikora Csaba (független)[75]
- 2019–2024: Szikora Csaba (független)[76]
- 2024– : Szikora Csaba (független)[1]

## Népesség
A település népességének változása:
| Lakosok száma | 270  | 265  | 258  | 222  | 254  | 252  | 256  |
|               | 2013 | 2014 | 2015 | 2021 | 2022 | 2023 | 2024 |

2001-ben a település lakosságának 86%-a magyar, 14%-a cigány nemzetiségűnek vallotta magát.
A 2011-es népszámlálás során a lakosok 95,2%-a magyarnak, 13,3% cigánynak, 0,4% szlováknak mondta magát (4,8% nem nyilatkozott; a kettős identitások miatt a végösszeg nagyobb lehet 100%-nál). A vallási megoszlás a következő volt: római katolikus 49,3%, református 21,9%, görögkatolikus 13,7%, evangélikus 5,6%, felekezeten kívüli 1,5% (5,2% nem válaszolt).
2022-ben a lakosság 89,8%-a vallotta magát magyarnak, 3,1% cigánynak, 2,8% ukránnak, 0,8% egyéb, nem hazai nemzetiségűnek (10,2% nem nyilatkozott; a kettős identitások miatt a végösszeg nagyobb lehet 100%-nál). Vallásuk szerint 39% volt római katolikus, 20,1% református, 12,6% görög katolikus, 3,5% evangélikus, 2% egyéb keresztény, 2,8% felekezeten kívüli (20,1% nem válaszolt).

## Nevezetességek
- Római katolikus temploma – 1780-ban épült barokk stílusban, a régi elpusztult templom helyett.
- Református temploma – 1819-ben épült torony nélküli, barokk stílusú épület. Előtte kisméretű, bádogfedésű, fa harangláb áll.